# Santa Rita do Passa Quatro (kommun)
Santa Rita do Passa Quatro är en kommun i Brasilien.   Den ligger i delstaten São Paulo, i den sydöstra delen av landet, 700 km söder om huvudstaden Brasília. Antalet invånare är 26 420.
Följande samhällen finns i Santa Rita do Passa Quatro:
- Santa Rita do Passa Quatro

Omgivningarna runt Santa Rita do Passa Quatro är en mosaik av jordbruksmark och naturlig växtlighet. Runt Santa Rita do Passa Quatro är det ganska tätbefolkat, med 134 invånare per kvadratkilometer.